# Leptogaster straminea
Leptogaster straminea là một loài ruồi trong họ Asilidae. Leptogaster straminea được Becker miêu tả năm 1906. Loài này phân bố ở vùng Cổ Bắc giới.